# Ana Montero Pacheco
Ana Montero Pacheco (Madrid, 7 de noviembre de 1980) es una deportista española que compitió en natación sincronizada. Ganó una medalla en el Campeonato Mundial de Natación de 2003, y tres medallas en el Campeonato Europeo de Natación, en los años 2002 y 2004.

## Palmarés internacional
| Campeonato Mundial | Campeonato Mundial | Campeonato Mundial | Campeonato Mundial |
| Año                | Lugar              | Medalla            | Prueba             |
| ------------------ | ------------------ | ------------------ | ------------------ |
| 2003               | Barcelona (España) | Medalla de plata   | Combinación libre  |
| Campeonato Europeo |                    |                    |                    |
| Año                | Lugar              | Medalla            | Prueba             |
| 2002               | Berlín (Alemania)  | Medalla de plata   | Equipo             |
| 2004               | Madrid (España)    | Medalla de oro     | Combinación libre  |
| 2004               | Madrid (España)    | Medalla de plata   | Equipo             |